# المكتبة البرلمانية النيوزيلندية

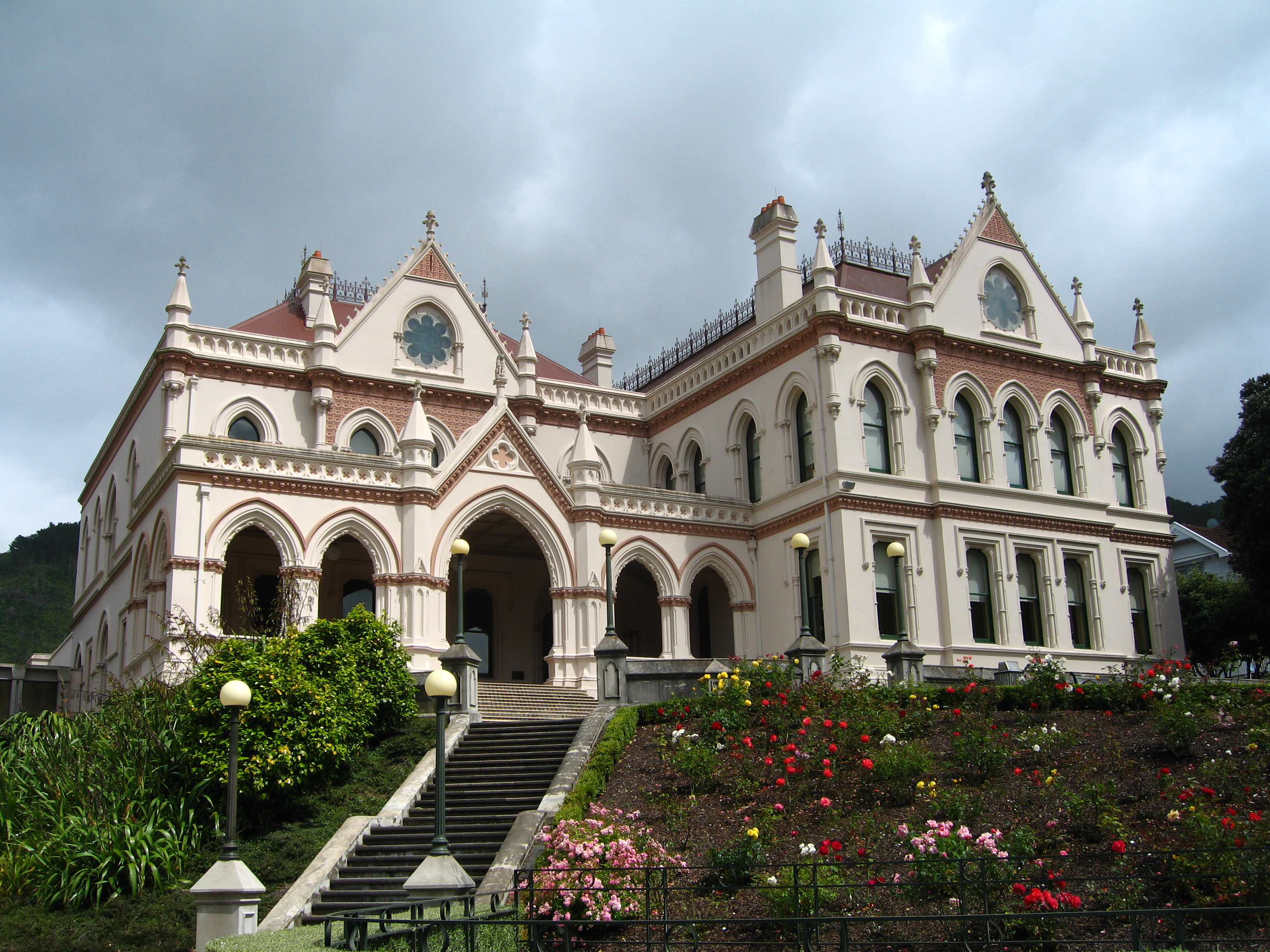

المكتبة البرلمانية النيوزيلندية تم الانتهاء من أنجازها في عام 1899. المكتبة البرلمانية نيوزيلندا هي أقدم المباني في مجمع البرلمان النيوزيلندي. تقع إلى الشمال من مبنى البرلمان.

## التاريخ
تم تصميم المكتبة بأسلوب العمارة القوطية الحديثة، وكان حين بنائها مقاومة للحرائق، لم يتم بناء الطابق الثالث من أجل توفير المال. حفظت المكتبة من اندلاع النار عام 1907، والتي دمرت ما تبقى من خشبية مباني البرلمان. جدد مبنى البرلمان وخددت من خلاله المكتبة في عام 1990. مجمع البرلمان لا يزال يضم مكتبة البرلمان. تم تسجيل مبنى المكتبة مع الأماكن التاريخية النيوزيلندية كهيكل تراثي من الفئة الأولى يحمل رقم التسجيل 217. تحتوي المكتبة على 500.000 مادة بين منشورة وإلكترونية.